# Arcos de Valdevez
Arcos de Valdevez – miejscowość w Portugalii, leżąca w dystrykcie Viana do Castelo, w regionie Północ w podregionie Minho-Lima. Miejscowość jest siedzibą gminy o tej samej nazwie.

## Demografia
| Liczba ludności gminy Arcos de Valdevez (1801–2011) | Liczba ludności gminy Arcos de Valdevez (1801–2011) | Liczba ludności gminy Arcos de Valdevez (1801–2011) | Liczba ludności gminy Arcos de Valdevez (1801–2011) | Liczba ludności gminy Arcos de Valdevez (1801–2011) | Liczba ludności gminy Arcos de Valdevez (1801–2011) | Liczba ludności gminy Arcos de Valdevez (1801–2011) | Liczba ludności gminy Arcos de Valdevez (1801–2011) | Liczba ludności gminy Arcos de Valdevez (1801–2011) | Liczba ludności gminy Arcos de Valdevez (1801–2011) |
| --------------------------------------------------- | --------------------------------------------------- | --------------------------------------------------- | --------------------------------------------------- | --------------------------------------------------- | --------------------------------------------------- | --------------------------------------------------- | --------------------------------------------------- | --------------------------------------------------- | --------------------------------------------------- |
| 1801                                                | 1849                                                | 1900                                                | 1930                                                | 1960                                                | 1981                                                | 1991                                                | 2001                                                | 2004                                                | 2011                                                |
| 21 435                                              | 25 824                                              | 31 968                                              | 32 163                                              | 38 739                                              | 31 156                                              | 26 976                                              | 24 761                                              | 24 635                                              | 22 847                                              |

## Sołectwa
Sołectwa gminy Arcos de Valdevez (ludność wg stanu w 2011 r.)
- Aboim das Choças - 333 osoby
- Aguiã - 705 osób
- Alvora - 261 osób
- Ázere - 247 osób
- Cabana Maior - 239 osób
- Cabreiro - 428 osób
- Carralcova - 124 osoby
- Cendufe - 360 osób
- Couto - 615 osób
- Eiras - 269 osób
- Ermelo - 92 osoby
- Extremo - 160 osób
- Gavieira - 298 osób
- Giela - 514 osób
- Gondoriz - 958 osób
- Grade - 393 osoby
- Guilhadeses - 1119 osób
- Jolda - 350 osób
- Loureda - 195 osób
- Mei - 118 osób
- Miranda - 325 osób
- Monte Redondo - 227 osób
- Oliveira - 330 osób
- Paçô - 933 osoby
- Padroso - 234 osoby
- Parada - 383 osoby
- Portela - 260 osób
- Prozelo - 943 osoby
- Rio Cabrão - 135 osób
- Rio de Moinhos - 438 osób
- Rio Frio - 684 osoby
- Sá - 138 osób
- Sabadim - 468 osób
- Salvador - 1079 osób
- Salvador de Padreiro - 301 osób
- Santa Cristina de Padreiro - 76 osób
- Santa Maria de Távora - 690 osób
- Santar - 164 osoby
- São Cosme e São Damião - 190 osób
- São Jorge - 714 osób
- São Paio - 1147 osób
- São Paio de Jolda - 360 osób
- São Vicente de Távora - 265 osób
- Senharei - 259 osób
- Sistelo - 273 osoby
- Soajo - 986 osób
- Souto - 622 osoby
- Tabaçô - 355 osób
- Vale - 776 osób
- Vila Fonche - 1118 osób
- Vilela - 196 osób